# Dansul țăranilor
Dansul țăranilor este o pictură în ulei pe lemn realizată în 1567 de Pieter Bruegel. A fost luată ca pradă de Napoleon Bonaparte și adusă la Paris în 1808, fiind returnată în 1815. Astăzi este păstrată și expusă la Muzeul de Istorie a Artei din Viena din Viena.

## Descriere
Tabloul, nici semnat, nici datat, a fost pictat în jurul anului 1567, la aproximativ aceeași dată cu Nunta țărănească. Picturile au aceeași dimensiune și se pare că s-a intenționat ca cele două să fie realizate în pereche sau ca parte dintr-o serie care să ilustreze viața țărănească. Acestea sunt cele două exemple remarcabile ale stilului târziu al lui Bruegel, care se caracterizează prin utilizarea de figuri monumentale italiene.

### Detalii

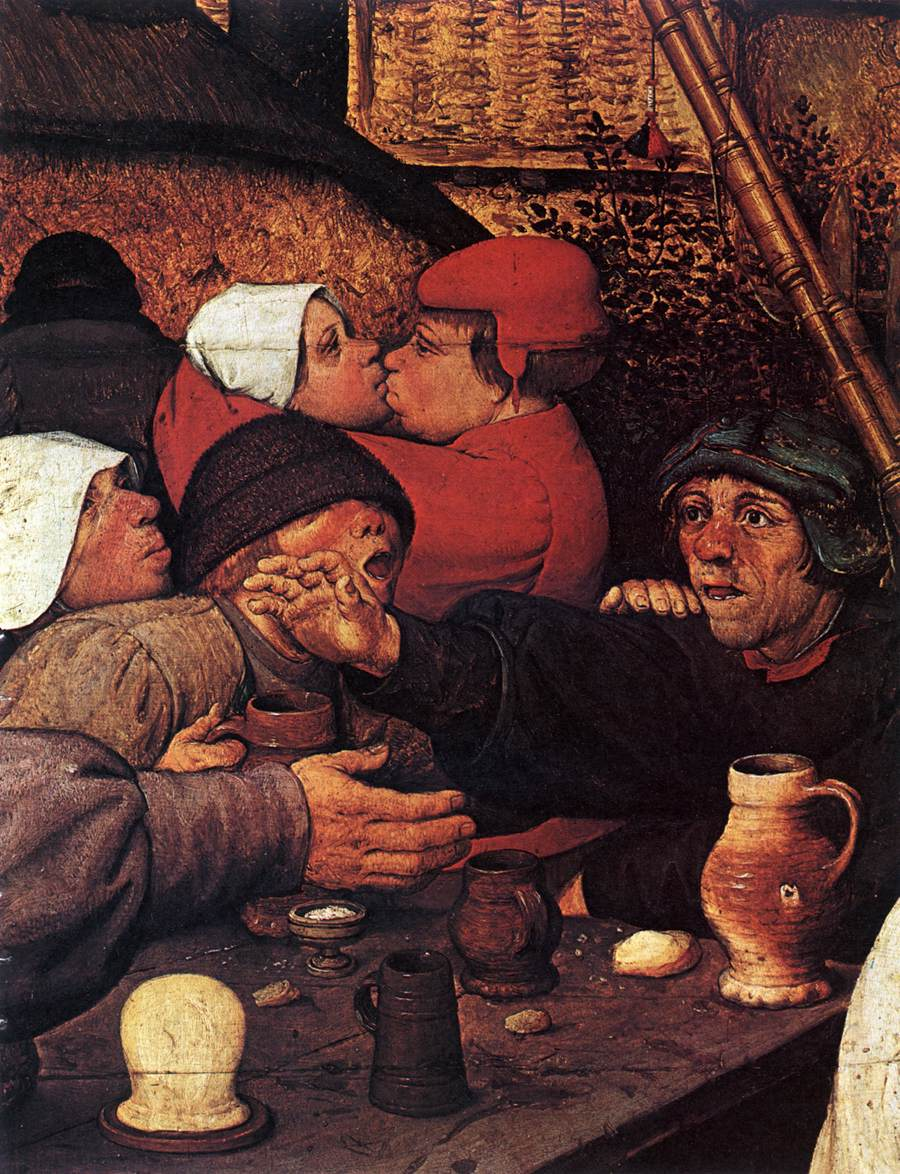
Detaliu din partea stângă a tabloului

Ca și Nunta țărănească, este posibil ca Bruegel să fi intenționat ca acest tablou să aibă, mai degrabă, un sens moral, decât să fie pur și simplu un portret afectiv al vieții țărănești. Lăcomia, desfrânarea și mânia pot fi identificate în imagine. Omul așezat lângă cimpoier poartă la pălărie o pană de păun, un simbol al vanității și mândriei. Bucuria țăranilor este ocazionată de sărbătorirea unei zile a unui sfânt, dar dansatorii își întorc spatele spre biserică și nu acordă nici o atenție imaginii Fecioarei prinsă de copac. Taverna prezentată în prim plan clarifică faptul că țăranii sunt preocupați de partea materială, mai degrabă decât de problemele spirituale.